# Fé pública
Fé pública é um termo jurídico que denota um crédito que deve ser dado, em virtude de lei expressa, aos documentos e certidões emitidos por alguns servidores públicos ou pessoas com delegação do poder público no exercício de suas funções, reconhecendo-os como fidedignos.
Têm fé pública, por exemplo, escrivães e servidores da Justiça, advogados, escrivães de polícia, oficiais de justiça, oficiais de registro civil, tabeliães, oficiais de registro de imóveis, funcionários públicos federais, entre outros.
Escrivães de Polícia e oficiais de justiça têm fé pública, o que significa que suas certidões são havidas por verdadeiras, sem qualquer necessidade de demonstração de sua correspondência à verdade, até que o contrário seja provado (presunção juris tantum). Contudo, o delegado de polícia ou policiais militares de quaisquer patentes não detêm fé pública, apenas presunção de veracidade. Profissionais liberais, por exercerem atividades de natureza e interesse privados, não podem ser dotados de fé pública, exceto advogados, que no seu ministério privado exerce função social e presta serviço público relevante, inexistindo qualquer hierarquia ou subordinação com os demais membros do poder judiciário.
A fé pública de advogados se restringe a documentos por ele produzido e a autenticar documentos sob sua responsabilidade, sendo esta última apenas suscitada dúvida por ordem judicial e no decorrer do processo, mantendo sua plena validade para processos administrativos (ante ao princípio do A maiori, ad minus). Assim somente o juiz pode negar fé a documentos apresentado por advogados na instrução de processos. Sob o entendimento do artigo 425, incisos IV e VI do Código de Processo Civil de 2015.